# Porgy and Bess
Porgy and Bess is een Engelstalige opera die gecomponeerd is door George Gershwin op een libretto van DuBose Heyward met teksten van DuBose Heyward en Ira Gershwin. De opera is gebaseerd op de roman Porgy van DuBose Heyward uit 1925 en het gelijknamige toneelstuk van Dorothy Hartzell Heyward en DuBose Heyward uit 1927. Het werk wordt algemeen beschouwd als een van de belangrijkste opera’s van de twintigste eeuw en het beste werk van George Gershwin.
Porgy and Bess werd voor het eerst opgevoerd in Boston op 30 september 1935, voordat het naar het Alvin Theatre op Broadway verhuisde. De cast bestond geheel uit klassiek geschoolde Afro-Amerikaanse zangers, voor 1935 een gewaagde artistieke keuze. Het werk is in de loop van de twintigste eeuw een van de bekendste en meest uitgevoerde opera's geworden.
Het libretto van Porgy and Bess vertelt het verhaal van Porgy, een gehandicapte zwarte straatbedelaar die in een kleine geïsoleerde zwarte gemeenschap woont in de nabijheid van Charleston, South Carolina. Het gaat over zijn pogingen om Bess te redden uit de klauwen van Crown, haar gewelddadige en bezitterige minnaar, en Sportin' Life, een drugsdealer uit New York. De opera volgt over het algemeen het toneelstuk.
In de jaren na de dood van Gershwin werd Porgy and Bess vaak aangepast voor kleinere uitvoeringen. In 1959 werd Porgy and Bess als een verfilmde musical opgenomen door MGM met Sidney Poitier en Sammy Davis jr. in de hoofdrollen. Sommige liederen uit de opera, zoals Summertime, It Ain't Necessarily So, Bess, You Is My Woman en I Got Plenty o' Nuttin' zijn na verloop van tijd jazzstandards geworden.
In de loop van de jaren zeventig van de 20e eeuw is de trend ontstaan om de opera zo getrouw mogelijk uit te voeren conform de bedoelingen van Gershwin. Een volledig opgenomen versie van de score werd voor het eerst uitgebracht in 1976 door Lorin Maazel met het Cleveland Orkest en koor met Willard White als Porgy en Leona Mitchell als Bess. Sindsdien is het meerdere keren opgenomen. Ook kleinschalige producties worden nog steeds opgezet.

## Ontstaan

### Voorgeschiedenis
In 1922 schreef Gershwin een korte eenakter, Blue Monday (opera), als onderdeel van de Broadway revue van George White, George White's Scandals of 1922. Naarmate de belangstelling voor jazzopera halverwege de jaren twintig groeide, werden de verwachtingen voor een volwaardige opera dienovereenkomstig hoger.
Begin 1925 verduidelijkte Gershwin het als volgt:

Ik denk dat het een Afro-Amerikaanse opera moet zijn, een soort van “Afro-Amerikaanse-Sheherazade”. Afro-Amerikaans, omdat jazz een essentieel onderdeel is van een Amerikaanse zwarte. Het zou op een podium niet absurd lijken. Een Afro-Amerikaan heeft van nature extase en lyriek in zich. Het verhaal moet, mijns inziens, een denkbeeldig, grillig iets zijn, geschreven door Carl Van Vechten; en ik zou het prachtig vinden als hij ook het libretto zou schrijven. Het type opera dat ik voor ogen heb, kan onmogelijk uitgevoerd worden door de Metropolitan Opera (Met). Dat is een typisch opéra comique-gezelschap. Ik zou het graag als een opéra comique willen zien op Broadway, uitgevoerd door een compleet zwarte cast. Artiesten die onderwezen zijn op de klassieke manier kunnen niet zulke muziek uitvoeren, maar zwarte artiesten wel. Het zou een sensatie zijn maar ook een vernieuwing.

Gedurende het hele jaar 1925 meldde Gershwin van tijd tot tijd dat het zijn bedoeling was om een Afro-Amerikaanse opera te schrijven en dat Carl Van Vechten hem hielp om een geschikt onderwerp te vinden. In het najaar van 1925 vatte hij het idee op om een opera te schrijven met als onderwerp de cultuur van de zwarte Amerikanen. Gershwin was gecharmeerd van de manier van zingen in de zwarte gemeenschappen en meende dat ze het zingen 'net als jazz in hun aderen hebben', hij was er van overtuigd dat zij een jazzopera tot zijn recht konden laten komen.

### DuBose Heyward
In de zomer van 1926 kreeg Gershwin van zijn vrienden Lou en Emily Paley het boek Porgy, een roman uit 1925 van DuBose Heyward. Gershwin contacteerde de schrijver met het voorstel om er een opera van te maken. Het verhaal over een zwarte gemeenschap in Charleston rond de eeuwwisseling, verteld met ‘intense dramatiek en de nodige humor’ bood Gershwin de mogelijkheid om er een opera van te maken.
Gershwin en Heyward ontmoetten elkaar voor het eerst in november 1927 in Atlantic City. Er werd afgesproken om een opera te maken gebaseerd op het toneelstuk Porgy. In maart 1932, toen de werkzaamheden het toelieten, werd definitief afgesproken te starten met het schrijven van de opera. Het project dat zowel een ‘Folk’ opera als een ‘Jazz’ opera moest worden, duurde van het najaar 1933 tot en met midden oktober 1935.
Heyward kwam uit een oude zuidelijke familie. Naast zijn werk als makelaar schreef hij gedichten, short story’s en toneelstukken in de stijl van Jack London. Heyward was goed op de hoogte van de cultuur en het dialect in de regio. Hij werd daarbij ondersteund door de Poetry Society of South Carolina.
In 1923 trouwde Heyward met Dorothy Hartzell Kuhns. Zij spoorde hem aan om zich volledig aan het schrijven van gedichten en toneelstukken te wijden. In 1925 kreeg Heyward nationale bekendheid met de roman Porgy. waarin hij op een unieke manier Standaardengels en het dialect van de Gullah-bevolking met andere dialecten van Afro-Amerikanen mengde voor de dialogen. De roman werd in het hele land gewaardeerd. Zijn vrouw Dorothy werkte - zonder medeweten van haar man - in 1926 de roman om naar een toneelstuk.

### De romanPorgy
Heyward haalde zijn inspiratie voor Porgy uit de lamme zwarte bedelaar en verkoper van pindakoekjes, Samuel Smalls (in Charleston bekend onder de naam ‘Goat Sammy’), die zichzelf voortbewoog met behulp van een zelfgemaakt zeepkistje getrokken door een geit en die, tot Heywards stomme verbazing, tot twee keer toe is aangehouden door de politie op verdenking van moord op een vrouw, Maggie Barnes.
Getroffen door het gespleten karakter van deze figuur creëerde Heyward het personage Porgo, genoemd naar een houten pop uit een van de Gullah-verhalen van zijn moeder. Vlak voor de uitgave van Porgo veranderde hij de naam in Porgy, genoemd naar een plaatselijke vissoort (een van de marktkreten was: “Porgy in the Summer-time”). Maar hij kan ook de naam van Captain Porgy, de hoofdrolspeler in de roman Woodcraft uit 1854 van Charleston schrijver William Gilmore Simms, gebruikt hebben. Het is in ieder geval niet helemaal duidelijk waar de naam Porgy precies vandaan komt.
Het aspect van de roman dat in eerste instantie het meest gewaardeerd werd, was de manier waarop de zwarte gemeenschap in Charleston geportretteerd werd, maar dat werd later als meest controversiële aspect van de roman gezien. De roman zet in feite de zwarte bevolking neer als een nobele, primitieve en in bepaalde opzichten betere gemeenschap, maar toch fundamenteel verschillend van de witte gemeenschap. De cultuurverschillen waren groot, waaronder het ‘meester – bediende’ verschil uit de slaventijd dat nog steeds door veel witte Amerikanen geromantiseerd werd en als ‘iets moois en goeds’ omschreven werd. Ook door DuBose Heyward, die op een heel romantische wijze over "het zingen van de negers" schrijft en dat "we hem overdag gezond, krachtig en blij kunnen zien onder de zon en ’s nachts omringd door wijde velden en maan overgoten moerassen. We zien zijn familie, zijn onomstotelijk geloof in zijn eigen god, zijn spontane uiting van zijn gevoelens, zijn vertrouwen en zijn eenvoudig lot."
Ondanks dit alles gaat Heyward in Porgy ervan uit dat dergelijke culturele verschillen niet alleen erfelijk belast waren, maar ook tot stand zijn gekomen door een wreed systeem dat zonder enige vorm van proces iemand als de hulpeloze Peter opsluit. Het is als zodanig niet juist om het boek af te serveren als sociaal onkritisch. De auteur heeft dan ook geen problemen met Porgy’s moord op Crown, niet alleen door het gewelddadige verleden van Crown, maar ook door het grillige en racistische rechtssysteem van de stad.
Wat betreft personages is er een gelijkenis met Gershwins eenakter Blue Monday uit 1922. Porgy, Bess, Crown, Maria en Sporting Life uit Porgy hebben het een en ander gemeen met Joe, Vi, Tom, Mike en Cokey-Lou uit Blue Monday. Muziek speelt een prominente rol in de roman. Spirituals, wiegenliedjes, klaagzangen en ‘shouts’ (een christelijke dans tijdens een eredienst waarbij gezongen wordt) komen rijkelijk voor in de roman. In het voorwoord van het toneelstuk heeft Heyward het ook over ‘ritme’ als het ‘ondoorgrondelijke, van de zwarte cultuur’.

### Het toneelstukPorgy
In 1927 werd het toneelstuk Porgy uitgevoerd door het New York’s Theatre Guild, dat uiteindelijk ook de opera zou gaan uitvoeren. Het New York’s Theatre Guild heeft zich sinds zijn oprichting in 1915 vooral ingezet voor het uitvoeren van hedendaagse toneelstukken en muziekproducties, gemiddeld zo’n zes stukken per jaar. Porgy werd hun grootste succes van de jaren twintig met in totaal 367 voorstellingen op Broadway en in Londen.
Rouben Mamoulian, de regisseur, was een Armeense immigrant uit Tbilisi die gestudeerd had bij Konstantin Stanislavski, de grondlegger van de Stanislavski-methode, en Eugene Vakhtangov in Moskou en had al ruime ervaring in de theater- en operawereld. Cleon Throckmorton was de ontwerper van de groots opgezette Charleston decors. Maar wat destijds vooral opzien baarde, was de volledig zwarte cast, bestaande uit zesenzestig personen inclusief de tweeëntwintig hoofdrolspelers. De acteurs en actrices dwongen respect af bij het (overwegend) witte publiek.
Het toneelstuk bleef dicht bij het origineel, de roman. In plaats van te worden ontvoerd, vertrekt Bess naar New York, gevolgd door Porgy in zijn geitenkarretje. Een wat optimistischer einde. Dorothy Heyward dramatiseerde verder een paar personages. Zo werd Bess een meer tegenstrijdig figuur en Sportin’ Life een achterbaks figuur. Ook voegde ze wat hilarische momenten toe aan het toneelstuk zoals de interactie tussen advocaat Frazier (nu gewoon: Frazier) en het nieuwe personage Lily Holmes, de vrouw van Peter. Het toneelstuk is prozaïscher dan de roman om het voor het publiek wat toegankelijker te maken. Daarnaast werden gedeeltes met muziek ingevoegd, gespeeld door de Jenkins Orphanage Band uit Charleston.

### Samenwerking met Heyward
De gedramatiseerde versie van de roman was voor Gershwin een geschikt uitgangspunt voor een opera. In maart 1932 nam hij contact op met Heyward om het project op te starten. Er waren geen obstakels met betrekking tot het verkrijgen van de rechten.
In september 1932 liet Heyward aan Gershwin weten dat Al Jolson interesse in Porgy had. Gershwin, die Jolson, een blackface artiest, heel goed kende, keurde het idee af. Het voorstel van Jolson liep op niets uit omdat het musicalduo Kern en Hammerstein waar Jolson mee hoopte samen te werken, al een ander project had (waarschijnlijk Music In The Air).
De Metropolitan Opera had Gershwin ondertussen al een bod gedaan van vijfduizend dollar om Porgy op de planken te brengen als opera. Gershwin sloeg het bod af, omdat hij het niet zag zitten dat de Metropolitan een stuk met een complete zwarte cast zou gaan uitvoeren. In oktober 1933 tekenden Gershwin en Heyward een contract met het Theatre Guild.
Gershwin hoopte in de loop van 1933 te kunnen starten met de opera. Het werk vorderde echter langzaam. December 1933, toen hij al het een en ander af had van de eerste scène van akte 1, moest hij op tournee met het Leo Reismann Orkest waar hij ook een opdracht van had gekregen voor het schrijven van een nieuw werk voor piano en orkest (I Got Rhythm Variations). De tournee eindigde op 10 februari 1934. Vanaf dat tijdstip tot en met de première in oktober 1935 werkte Gershwin uitsluitend aan de opera. Het enige dat hij daarnaast bleef doen, was zijn radioprogramma, maar dat was belangrijk om het hele project te kunnen financieren. Volgens Gershwin zou zonder de sponsor Feen-a-Mint (een laxeermiddel) de opera niet mogelijk zijn geweest.
Op weg naar Palm Beach, Florida, begin december 1933, bleef Gershwin een paar dagen logeren bij Heyward. Ook op de terugweg, begin januari 1934, bleef hij een paar dagen bij Heyward. In april 1934 bleef Heyward een paar weken logeren bij Gershwin in New York. Afgezien van deze momenten werkten ze afzonderlijk van elkaar op grote afstand van november 1933 tot half juni 1934. Elke scène stuurde Heyward op per post, voorzien van enkele opmerkingen of voorstellen betreffende de muziek, waarna Gershwin zijn eigen noodzakelijke coupures en herzieningen maakte.
Een groot meningsverschil waren de dialogen: Heyward wilde alle dialogen gesproken hebben met begeleiding van het orkest en Gershwin wilde gezongen recitatieven hebben voor de paar witte personages, op een paar momenten na. Gershwin wilde hiermee het "oersaaie en het rationele van witte mensen laten horen". Gershwin wees Heyward op het punt in de roman waarop Archdale (de witte advocaat) Catfish Row binnenkomt: “De binnenplaats is gevuld met klanken, geluiden en melodieën van het avondleven. Maar het geluid wordt vanzelf minder en verstomt uiteindelijk en iedereen weet wat dat betekent; een witte man komt binnen. De zwarte man trekt een denkbeeldige beschermende grens tussen zichzelf en de witte man.” Heyward heeft zijn teksten uit zijn roman en uit zijn toneelstuk grotendeels onveranderd gelaten, waardoor er een natuurlijke overgang van lied naar recitatief ontstaat.
Om de samenwerking wat te vergemakkelijken en omdat Heyward wat moeite had met het schrijven van humoristische en romantische teksten, gingen beiden akkoord met het plan om Ira wat teksten mee te laten schrijven. Voor Gershwin was de werkwijze tweeledig: enerzijds zette hij teksten van Heyward op muziek en anderzijds gaf hij muziek aan Ira om er teksten op te maken. De enige uitzondering is het lied van Porgy I Got Plenty o’ Nuttin. Toen Heyward in de studeerkamer van Gershwin de melodie hoorde, vroeg hij aan Ira of hij daar een tekst op mocht maken. Uitgaande van de eerste tekstregel van Ira maakte hij de tekst af. Ira paste de tekst hier en daar wat aan om het goed op de muziek te laten passen. Verder schreven Ira en Heyward samen de duetten Bess, you is my Woman now en I wants to stay here.
Ira schreef de teksten voor Oh, I can’t sit down, I ain’t got no shame, It ain’t necessarily so, Oh, Hev’nly Father, A red headed woman, There’s a boat dat’s leavin’ soon for New York en Oh, Bess, oh where’s my Bess, terwijl Heyward alle andere teksten schreef, inclusief Summertime. Volgens Stephen Sondheim (tekstschrijver van West Side Story) zijn de teksten van Heyward ware gedichten die de muziek niet overheersen, maar haar juist verrijken. “Het is het beste wat ooit op muziektheater gebied is gemaakt. My man’s gone now en Summertime: Geniale dichtkunst.”
Heyward en Ira spraken af de royalty’s te delen. Elk 25% en de componist 50%. Na de dood van George stuurde Ira een brief naar Heyward waarin hij schreef dat George “veel respect voor hem had en een diepe genegenheid”. “En je zult ongetwijfeld wel ervaren hebben dat ik dat ook heb en ik beschouw het als een grote eer dat ik met je heb mogen samenwerken, hoe klein mijn aandeel ook was.”
Aangezien de opera gebaseerd is op het toneelstuk Porgy, dat in feite geschreven is door Dorothy Heyward, moet ook haar aandeel in Porgy and Bess niet onderschat worden.

### Bezoek aan Charleston
Als voorbereiding op een paar vrije dagen in Charleston in december 1933 en januari 1934 schreef Gershwin een briefje naar Heyward waarin hij hem vroeg of het mogelijk was Charleston te bezoeken, wat spirituals te beluisteren en misschien een paar cafeetjes te bezoeken waar veel zwarte mensen komen. “Tenminste, als die er überhaupt zijn”, schreef Gershwin.
Eenmaal in Charleston ontdekte hij, met Heyward als gids, de plaatselijke cultuur en muziek en genoot hij van de straatventers die hun waar aanprezen, hetgeen hem ongetwijfeld deed denken aan zijn eigen jeugd in de Lower East Side. Hij was ook zeer onder de indruk van de kerkdiensten die hij bezocht. Vooral een kerkdienst in de Macedonia-kerk van Charleston waar een zwarte vrouw een spiritual zong die begon met de woorden Oh, Dr. Jesus. Gershwin is er verschillende keren geweest en zong vaak mee met de kerkgangers.
Toen Gershwin zijn radioshows afgerond had, verbleef hij vijf weken, van half juni tot eind juli, in de twee Carolina’s (Zuid en Noord). Enerzijds om goed samen te kunnen werken met Heyward en anderzijds om verder de plaatselijke muziek en cultuur te onderzoeken.
Meest van de tijd verbleef Gershwin op Folly Island, zo’n vijftien kilometer van het centrum van Charleston, waar de Heywards een zomerhuis hadden, Follywood. Vergezeld van zijn neef Harry, de kunstenaar Henry Botkin, reisde Gershwin op 16 juni per trein naar het zuiden en huurde daar een strandhuis met vier afzonderlijke vertrekken, recht tegenover het huis van de Heywards aan de oceaanzijde, Folly Beach. Het strandhuis had geen wc, geen stromend water, geen elektriciteit en geen telefoon. Paul Mueller, Gershwins factotum, reed met diens Buick volgeladen met bagage, schildersattributen en muziekpartituren vooruit naar het Zuiden. Gershwin bezocht tijdens zijn verblijf recitals, kerkdiensten en reisde wat rond in de regio. Hij bezocht zangbijeenkomsten in de openlucht op Wadmalah Island en op James Island, nabij Charleston, met zijn grote populatie Gullah Afro-Amerikanen.
Op zijn terugreis naar New York logeerde Gershwin enkele dagen bij de Heywards in Hendersonville, waar ze een bijeenkomst bezochten van de Black Holy Rollers in een zelfgemaakt hutje. Gershwin raakte gefascineerd door het geluid van biddende mensen. In november schreef hij aan Heyward dat hij in de stormscène (begin tweede acte, vierde scène, in de Vocal Score bij repetitiepunt 232 op pagina 365) van de opera een gebed had gevoegd dat lijkt op wat ze in Hendersonville hadden gehoord.
Na de pianotranscriptie (piano en zangpartijen) in januari 1935 voltooid te hebben, begon Gershwin deze te orkestreren. Hij deed dat in Palm Beach, Florida, waar hij logeerde bij zijn vriend Emil Mosbacher.
De partituur was gereed op 2 september 1935, een maand voor de opening in Boston. Gershwin probeerde gedeelten van de opera uit op een Hammondorgel. Tijdens het orkestreren verwijderde Gershwin enkele stukken. Hij verwijderde bijvoorbeeld een korte confrontatie tussen Bess en Serena in het begin van de derde akte, inclusief een arioso voor Bess waarin ze zingt dat ze recht heeft op het kind, en een duet tussen Bess en Serena, Lonely boy, een wiegenlied in 68 maatsoort met in beide partijen triolen die parallel aan elkaar lopen, waarin niet alleen de verzoening tussen beide vrouwen, maar ook het volwassen worden van Bess tot uiting wordt gebracht.
Gershwin en Heyward wilden de opera Porgy noemen, maar daar had het Guild problemen mee. Het zou verwarring op kunnen leveren met het gelijknamige toneelstuk. Heyward, met in gedachten opera’s als Tristan und Isolde, Pelléas et Mélisande, Samson et Delila, stelde Porgy and Bess voor. Gershwin ging daar direct mee akkoord.
Daar waar de roman plaatsvindt tijdens de eeuwwisseling, en het toneelstuk ‘in de tegenwoordige tijd’, vindt de opera plaats in ‘het recente verleden’ (waarschijnlijk 1927). Maar op het programma van de première in Boston staat vermeld ‘tegenwoordige tijd’, en dat is 1935.

### Chronologisch overzicht vanPorgy and Bess
| Datum            | Activiteit                                                         |
| ---------------- | ------------------------------------------------------------------ |
| 1925             | Gershwin ontvouwt zijn ideeën over een jazzopera                   |
| juni 1926        | Gershwin krijgt de roman Porgy van Emily en Lou Paley              |
| november 1927    | Ontmoeting tussen Heyward en Gershwin in Atlantic City             |
| maart 1932       | Begin van werkzaamheden aan de opera                               |
| oktober 1933     | Contract Heyward en Gershwin met Theatre Guild voor een uitvoering |
| december 1933    | Bezoek van Gershwin aan Heyward in Charleston                      |
| december 1933    | Tournee met Leo Reismann Orkest tot februari                       |
| februari 1934    | Intensieve arbeid aan de opera: Gershwin, Heyward en Ira Gershwin  |
| april 1934 apr   | Heyward verblijft een paar dagen in New York bij de Gershwins      |
| juni 1934        | Verblijf van Gershwin voor vijf weken in de Carolina’s bij Heyward |
| januari 1935     | Pianotranscriptie met zangpartijen gereed (Vocal Score)            |
| 2 september 1935 | Partituur gereed                                                   |

## Productie

### Audities en wereldpremière

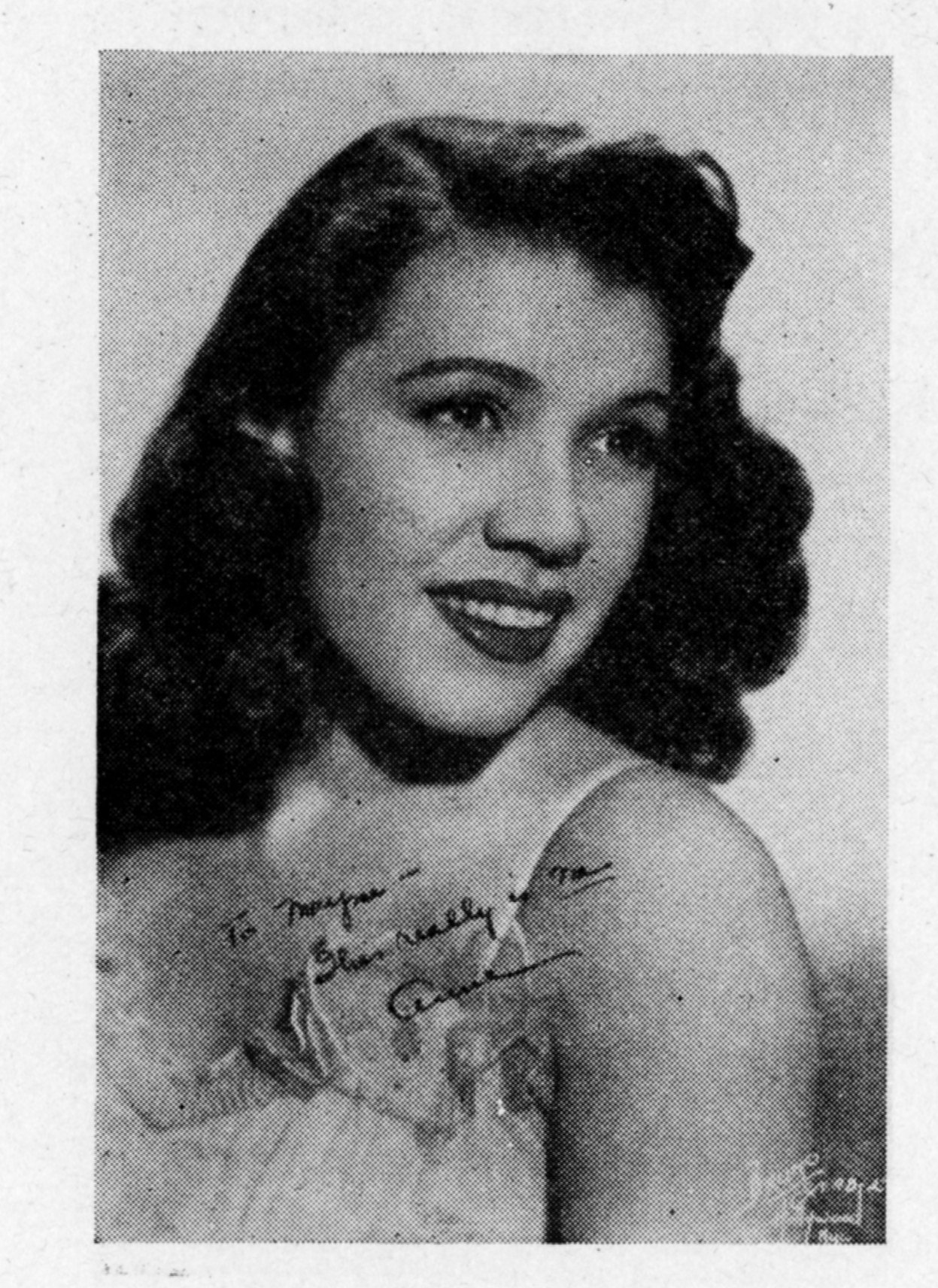
Anne Brown omstreeks 1935

Eind 1934 gaf Gershwin een lijst met mogelijke regisseurs voor Porgy and Bess aan Theatre Guild inclusief de voorkeur van Heyward, John Houseman, de jonge schrijver-regisseur die eerder dat jaar de première van Virgil Thomsons opera Four Saints in three acts had geregisseerd. Maar het Guild contracteerde direct Rouben Mamoulian die niet alleen de toneeluitvoering van Porgy had gedaan maar ook op opera gebied al veel ervaring had. Mamoulian zelf was wat terughoudend omdat hij een mooi aanbod had gekregen uit Hollywood, maar nadat hij George en Ira in George’ appartement het een en ander uit de opera had horen voorzingen en spelen, ging hij overstag.
Gershwin koos zelf de dirigent Alexander Smallens uit. Smallens, geboren in Rusland maar opgegroeid in New York, had al wat ervaring op het gebied van opera. Hij dirigeerde de Amerikaanse première van Prokofievs De liefde voor de drie sinaasappels en Strauss' Ariadne auf Naxos. Als assistent-dirigent van het Philadelphia Orkest dirigeerde hij de Amerikaanse première van Mavra van Stravinsky in 1934. Als repetitor nam Gershwin Alexander Steinert aan. Gershwin kende Steinert van de Russische Opera, een gezelschap dat verschillende opera’s van Russische componisten uitvoerde in het Russisch. Smallens kende Steinert hier ook van. Theatre Guild engageerde direct Smallens, Steinert en Soudeikine (decors). Al met al veel Russische invloed tijdens het tot stand komen van Porgy and Bess.
Alhoewel Heyward in april 1935 voor de audities in New York kwam, was Gershwin hier eerstverantwoordelijke voor. Tientallen theaters en nachtclubs ging hij af op zoek naar geschikte (zwarte) kandidaten. Voor de rol van Porgy heeft hij ongeveer honderd baritons beluisterd. Hij had hierbij de beschikking over een uitgebreid netwerk van vrienden en medewerkers die hem daarbij hielpen. Verschillende sterren uit de vaudeville- en revuewereld hadden een hoofdrol zoals J. Rosamond Johnson (Lawyer Frazier), Georgette Harvey (Maria) en het zang- en tapdans duo Buck and Bubbles: John W. “Bubbles” Sublett (Sportin’ Life) en Ford Lee “Buck” Washington (Mingo).
De andere hoofdrollen werden door minder bekende zangers en zangeressen vertolkt: Anne Brown (Bess), Warren Coleman (Crown), Todd Duncan (Porgy), Ruby Elzy (Serena), Edward Matthews (Jake) en Abbie Mitchell (Clara), maar hadden wel meer opera ervaring. De meesten waren muzikaal onderlegd hetzij door een studie op een conservatorium of op Juilliard. Anne Brown (22 jaar) was de jongste hoofdrol speler.
Voor de koorgedeelten koos Gershwin het Eva Jessye Choir uit. Jessye had ook al ruime ervaring op het gebied van opera en spiritual. Hoewel bijna alle hoofdrolspelers een bredere muziekopleiding hadden genoten dan Gershwin, kon niemand – op Eva Jessye na – tippen aan zijn kennis van de Gullah cultuur en kon hij ze van tijd tot tijd probleemloos voordoen hoe ze hun rol moesten interpreteren. Alle castleden inclusief Eva Jessye waren ervan overtuigd dat Gershwin muziek had geschreven zoals ‘wij zijn’ en dat de opera ‘hun manier van leven’, ‘hun afkomst en erfenis’ feilloos weergeeft.
Rosamond Johnson beschouwde Gershwin als ‘The Abraham Lincoln of Negro Music’. De Porgy and Bess, schreef Rosamond Johnson, is dan misschien niet helemaal honderd procent zwarte muziek, maar zeker voor tachtig procent (en dan blijft er zo’n twintig procent over voor de wat lichtere cowboydeuntjes en countrymelodietjes). Hij beschouwde de opera als een mijlpaal, een ‘bron van inspiratie’ en een ‘monument voor de zwarte cultuur’. Voor alle leden van de originele cast is de uitvoering van Porgy and Bess het absolute hoogtepunt gebleven in hun verdere carrière. Er zijn verscheidene opnames gemaakt met de originele cast, maar altijd van de liederen of van gedeelten uit de opera, nooit van de opera in zijn geheel.
Decorontwerper Sergei Soudeikine, assistentontwerper bij de uitvoering van Nikolaj Rjorich's decors voor Stravinsky’s Le Sacre du printemps baseerde zijn decors op die van Cleon Throckmorton van de toneelproductie Porgy uit 1927. Het Guild huurde een orkest in van vijfenveertig man, het ‘straatorkest’ van elf man op het toneel niet meegerekend. Twee keer groter dan een Broadway-orkest, maar kleiner dan wat in de partituur staat vermeld. En er werd een geit gehuurd. De productie werd begroot op veertig duizend dollar maar kostte uiteindelijk ruim zeventig duizend. De aandeelhouders, Heyward en de gebroeders Gershwin dekten de kosten; George vierduizend, Ira en Heyward elk tweeduizend dollar.
De wereldpremière van de Porgy and Bess, geprogrammeerd als een “American folk opera”, was op 30 september 1935 in het Colonial Theatre te Boston, waar het een week bleef. Het publiek was gedurende de eerste scène laaiend enthousiast: het floot, schreeuwde en gaf open doekjes. En hoewel dat gedurende de rest van de opera wat minder werd, kreeg het gezelschap inclusief Gershwin, Smallens en Mamoulian een staande ovatie.
Omdat de opera bijna vier uur duurde, besloten Gershwin, Smallens en Mamoulian, voor de opening in New York, de opera wat in te korten. Dit was mede noodzakelijk gezien het fysieke aandeel van de rol Porgy. Er werd een forse coupure toegepast: I hates yo’ struttin’ style, Buzzard song, I ain’t got no shame en Shame on all you sinners. Bij elkaar dertig minuten waardoor de totale lengte iets dichter bij de drie uur kwam. De reeds gepubliceerde pianotranscriptie is dan ook te beschouwen als een basismodel.

### Broadwaypremière en recensies
De première in New York was op 10 oktober in het Alvin Theatre. Het publiek was, net als in Boston, laaiend enthousiast met veel open doekjes. Op het eind waren velen ontroerd en werd de cast samen met Gershwin en Smallens zeven keer terug geroepen. Dagen lang verschenen er artikelen over het werk in bijna alle kranten en tijdschriften. Afgaande op de recensies in de New York Times en in Modern Music zou je de indruk kunnen krijgen dat het werk slecht is ontvangen, maar dat geeft een vertekend beeld. De overgrote meerderheid van recensenten was lovend over het stuk en beschouwde het als de beste Amerikaanse opera tot dan toe geschreven en een mijlpaal in de ontwikkeling van een nationale operatraditie. Veel critici die aanvankelijk nogal sceptisch reageerden, draaiden na verloop van tijd bij in hun oordeel over het werk. Het duet wat het minst gewaardeerd werd, was Bess, You Is My Woman, tegenwoordig een jazzstandard.
De meeste recensies waren het er over eens dat de opera het toneelstuk over een zwarte gemeenschap verrijkt heeft. De recensent van Commonweal schreef: “De muziek is altijd oprecht, en op geen enkel moment beledigend voor de Neger”. “Gershwin heeft de mensen op Broadway een signaal gegeven, een briljant geschreven signaal”. Het tijdschrift The Sun schreef: “Het is geen grand opera; het is geen folk opera, het is niet pure Negermuziek; maar het is Gershwin die op zijn eigen wijze tot de menigte spreekt. En dat is heel overtuigend”.
Recensent Jason Mason Brown van de Post schreef heel treffend dat hij het een wonderbaarlijke prestatie vond dat een Joodse componist en tekstschrijver, een Russische regisseur en decorontwerper, een witte librettist uit het zuiden en een zwarte cast gezamenlijk “de meest Amerikaanse opera ooit” hebben geproduceerd. Over de cast en het orkest werd heel positief geschreven. Desalniettemin waren er recensenten die over de cast schreven als “getalenteerde Ethiopiërs” of “darkies”.

### Epiloog
Porgy and Bess liep 124 voorstellingen. Een prestatie gezien het feit dat het een nieuwe opera is in het midden van de Grote Depressie. Een eersteklasticket kostte 4,40 dollar. Toen de inkomsten beneden het niveau van 20.000 dollar kwamen, werd de productie gestopt. Het orkest was het duurst. De gebroeders Gershwin en Heyward hadden vrij snel hun onkosten eruit door de royalty’s op de liederen. Nadat de opera gestopt was, ging een kleine groep onder leiding van Steinert op tournee door het land en deed vijf plaatsen aan in twee maanden: Philadelphia, Pittsburgh, Chicago, Detroit en Washington D.C. Toen Duncan en Brown in Washington van het National Theatre eisten dat de toegang ook voor het zwarte publiek open werd gesteld, stelde het theater enkele plaatsen voor zwarte mensen beschikbaar. Toen de hele cast voet bij stuk hield, ging het management over stag en werd voor het eerst in de geschiedenis – alleen tijdens de voorstellingen van Porgy and Bess – alle plaatsen in het theater open gesteld voor alle huidskleuren. Dit beleid van gescheiden plaatsten duurde tot in de jaren 50.
Alle recensies waren in alle plaatsen over het algemeen zeer positief. Hetzelfde beeld als in Boston en New York. Ook zwarte recensenten waren positief over het werk.
Gershwin kreeg postuum de David Bispham Memorial Medal voor Porgy and Bess in 1937 en een eredoctoraat van de St. Cecilia Academy of Music in Rome.

### Europese première
De Europese première vond plaats in de Deense Koninklijke Opera in Kopenhagen op 27 maart 1943 in aanwezigheid van koningin Alexandrine, prins Christiaan Frederik en prinses Ingrid. Denemarken was wel bezet gebied maar had toch in een beperkte mate een soort van autonomie. Enerzijds beschouwde Hitler de Denen als ‘mede-ariërs’ en anderzijds was Nazi-Duitsland grotendeels afhankelijk van de Deense landbouw. De opvoering - uitgevoerd door blackface artiesten - was een soort van provocatie want de opera was voor de nazi’s als ‘Negeropera geschreven door een Jood’ voor 100% “Entartete Kunst”. Het werd een succes ondanks het protest van SS officier Karl Werner Best. Het stuk werd achttien keer opgevoerd en was heel erg populair onder jongeren die normaal weinig met opera hebben. De Deense radio zond na elke uitzending van de Duitse Wehrmacht consequent het lied It ain’t necessarily so uit.

### Amerikaanse tournee jaren 40

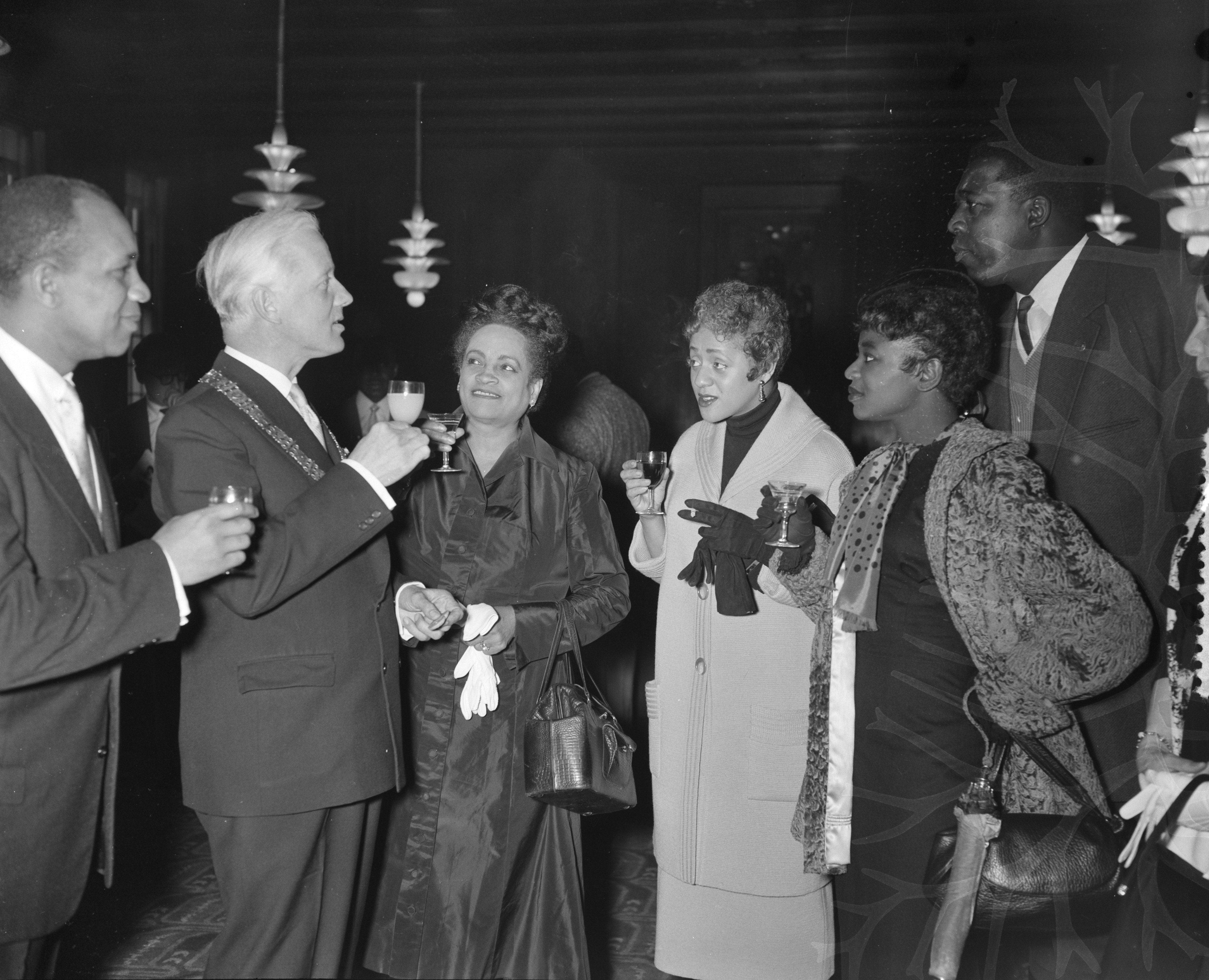
Ontvangst van de cast van Porgy and Bess door burgemeester Arnold Jan d'Ailly van Amsterdam, 18 mei 1956

In 1942 organiseerde theaterproducer Cheryl Crawford een tournee waarin vijftig Amerikaanse plaatsen werden aangedaan. De tournee duurde van september 1942 tot en met april 1944. De dialogen werden hoofdzakelijk gesproken, de cast en het orkest waren gehalveerd en er werden heel veel coupures toegepast. Verschillende hoofdrolspelers van 1935 waren aanwezig en dirigent Alexander Smallens. Financieel gezien was het een succes. Van deze uitvoering zijn verschillende opnames gemaakt.

### Wereldtournee jaren 50
In 1952 organiseerden Blevins Davis en Robert Breen een tournee dat begon in Dallas op 9 juni 1952 en dat eindigde op 3 juni 1956 in Carré in Amsterdam. Tal van steden en landen werden aangedaan waaronder de Scala in Milaan en verschillende steden in de voormalige Sovjet-Unie en het Oostblok zoals Leningrad, Moskou, Warschau, Praag en Stalinograd in Polen (nu: Katowice). Een van de bezoekers in Moskou was componist Dmitri Sjostakovitsj, die diep onder de indruk was van het werk.
Veel van de coupures uit de jaren veertig werden teruggedraaid en de recitatieven werden weer gezongen. De opera werd als opera uitgevoerd. De hoofdrollen werden vertolkt door Leontyne Price, William Warfield en Cab Calloway. De laatste in de rol van Sportin’ Life.

## Synopsis

### Acte 1

#### Scène 1
Op een zomeravond in Catfish Row, een zwarte nederzetting in de buurt van Charleston, dansen en zingen mensen en speelt Jasbo Brown op z’n piano (Jasbo Brown Blues). Clara (sopraan) zingt een wiegeliedje voor haar baby (Summertime). Een paar inwoners samen met Clara’s man, Jake, een visser die kapitein is van de Sea Gull (bariton), Sportin’ Life, een drugsdealer uit New York (tenor), Mingo (tenor) en Robbins (tenor) maken zich op om te gaan dobbelen, zoals ze zo vaak doen op de zaterdagavond, tot groot ongenoegen van Robbins’ streng gelovige vrouw Serena (sopraan). Jake probeert zijn baby in slaap te sussen (A woman is a sometime thing). Peter, een wat oudere honingverkoper (tenor) getrouwd met Lily Holmes (mezzosopraan) komt thuis (Here come de honey man) gevolgd door de kreupele bedelaar Porgy (bas-bariton). Als de stoere havenarbeider Crown (bariton) en zijn liefje Bess (sopraan) komen, plaagt Jake Porgy een beetje door te zeggen dat hij een oogje heeft op Bess. Maar Porgy zegt dat vrouwen geen interesse in hem hebben (They pass by singin´). Crown en Porgy doen mee met het dobbelen (Oh, little stars). Er breekt een vechtpartij uit tussen Crown en Robbins, waarbij de eerste de laatste doodt met een katoenhaak. Als Crown op de vlucht slaat, zoekt Bess een schuilplaats. Na eerst afgewezen te worden door Maria (contra-alt), eigenaresse van een kookwinkeltje, wordt ze geholpen door Porgy. Hij laat haar binnen in zijn kamer.

#### Scène 2
De volgende nacht in het vertrek van Serena. Alle vrienden – inclusief Porgy en Bess die als koppeltje samen zijn gekomen – rouwen om de dood van Robbins (Gone, gone, gone) en proberen zo veel mogelijk geld in te zamelen voor de begrafenis (Overflow). Nadat Peter door een witte rechercheur en politieagent verhoord wordt en verklaart dat Crown de moordenaar is, wordt hij meegenomen naar het bureau als getuige. De weduwe Serena uit haar verdriet en is ontroostbaar (My man’s gone now). Hoewel er net niet genoeg geld wordt opgehaald voor een begrafenis, gaat de begrafenisondernemer akkoord met de begrafenis op voorwaarde dat Serena hem het restant later betaalt. Bess gaat voor in een jubelende spiritual (Leavin’ for the promise’ lan’).

### Acte 2

#### Scène 1
Een maand later. Jake en zijn mannen bereiden zich voor op de visvangst (It take a long pull to get there). Porgy, die nog steeds samen woont met Bess, kan zijn geluk niet op en geniet er met volle teugen van (I got plenty o’ nuttin), en Maria roept Sportin’ Life tot de orde (I hates yo’ struttin’ style). Simon Frazier (bariton), een zwarte nepadvocaat, dringt bij Bess aan om te scheiden van Crown, en doordat Crown en Bess nooit getrouwd zijn geweest, is er sprake van een serieuze “complicatie”. Alan Archdale, een witte advocaat (gesproken rol), meldt dat Peter wordt vrijgelaten uit de gevangenis. Porgy reageert geschrokken op een overvliegende buizerd, een slecht voorteken (Buzzard song). Er wordt een picknick georganiseerd op Kittiwah Island. Porgy kan niet meegaan, maar staat erop dat Bess zich het plezier niet ontzegt. Porgy en Bess verklaren elkaar de liefde (Bess, you is my woman now) vlak voordat Bess met de andere inwoners van Catfish Row vertrekt naar het eiland (Oh, I can’t sit down).

#### Scène 2
Op Kittiwah spelen en zingen de muzikanten (Pagan dance en I ain’t got no shame) en Sportin’ Life zingt een sceptisch lied over de bijbel (It ain’t necessarily so). Nadat Serena de hele groep tot de orde heeft geroepen (Shame on all you sinners) gaat het gezelschap huiswaarts. Crown duikt plotseling op uit het struikgewas en lokt Bess in de val (What you want wid Bess?). De boot vertrekt zonder haar.

#### Scène 3
Een week later in Catfish Row. Ondanks de slechte weersvoorspelling vertrekt Jake met zijn manschappen (reprise van It take a long pull to get there). Serena bidt voor Bess, die een paar dagen geleden hallucinerend, compleet van de wereld, terugkeerde uit Kittiwah (Oh, doctor Jesus). De aardbeienverkoopster, Peter en de krabverkoper proberen hun handel te verkopen (Strawberry woman, reprise van Here come de honey man en Crab man). Nadat ze hersteld is, smeekt Bess aan Porgy om haar tegen Crown te beschermen, die haar gedreigd heeft op te halen uit Catfish Row (I wants to stay here, ook bekend als I loves you, Porgy). Een wervelstorm nadert.

#### Scène 4
Iedereen zoekt dekking voor de naderende storm in het vertrek van Serena. Het hele gezelschap bidt terwijl Clara haar baby stil probeert te krijgen (Oh, hev’nly Father, Oh, de Lawd shake de heavens, reprise van Summertime en Oh, dere’s somebody knockin’ at de do'). Crown komt binnen en bespot Porgy en de anderen (A red headed woman). Als Clara naar buiten kijkt en de omgeslagen boot van Jake ziet, geeft ze de baby aan Bess en rent ze naar buiten de storm in. Crown rent achter haar aan om haar te redden (reprise van Oh, hev’nly Father).

### Acte 3

#### Scène 1
De volgende nacht rouwt iedereen over Clara, die niet terug gekomen is (Clara, Clara) en Bess zorgt voor de baby (reprise van Summertime). Als Crown, die het overleefd heeft, ’s nachts de hut van Porgy nadert, doodt Porgy hem.

#### Scène 2
De volgende avond vraagt de politie aan Porgy om Crown te identificeren. Porgy weigert omdat hij bang is het lijk van Crown te zien en wordt meegenomen naar het bureau. Sportin’ Life ziet, nu Porgy uit beeld is, zijn kans schoon en verleidt Bess met een shotje en belooft haar een prachtig leven in New York met alles erop en eraan (There’s a boat dat’s leavin’ soon for New York).

#### Scène 3
Een week later heeft iedereen zijn normale gangetje weer opgepakt: schoonmaken, knutselen, zagen, slapen etc. (pantomime en Good mornin’, sistuh!). Porgy, vrijgelaten en weer terug uit de gevangenis, ontdekt dat Bess verdwenen is (Oh, Bess, oh where’s my Bess?). Als hij hoort dat ze vertrokken is naar New York, besluit hij haar te zoeken en vertrekt met zijn geitenkarretje (Oh, Lawd, I’m on my way).

## Chronologisch overzicht van aria's en arioso's
Alle teksten zijn van DuBose Heyward, behalve waar anders vermeld. Een lied met een asterisk is een jazzstandard. Summertime is de meest vertolkte aria uit de operageschiedenis.
- Summertime
- A woman is a sometime thing
- They pass by singing
- Crap game fugue
- Gone, gone, gone!
- Overflow
- *My man’s gone now
- Leavin’ fo’ de promis’ lan’
- It take a long pull to get there

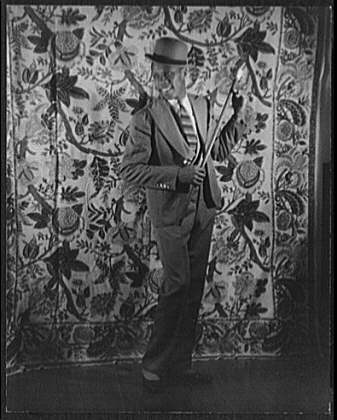
John W. Bubbles, de eerste Sportin' Life in Porgy and Bess (1935), foto: Carl Van Vechten

- *I got plenty o’ nuttin (tekstdichter: Ira Gershwin/DuBose Heyward)
- Woman to lady
- *Bess you is my woman now (tekstdichter: Ira Gershwin/DuBose Heyward)
- Oh, I can’t sit down (tekstdichter: Ira Gershwin)
- *It ain’t necessarily so (tekstdichter: Ira Gershwin)
- What you want wid Bess
- Time and time again
- Street cries
- *I loves you Porgy (tekstdichter: Ira Gershwin/DuBose Heyward)
- Oh, de Lawd shake de Heaven
- A red headed woman (tekstdichter: Ira Gershwin)
- Oh, Doctor Jesus (tekstdichter: Ira Gershwin/DuBOse Heyward)
- Clara, don’t you be downhearted
- *There’s a boat dat’s leavin’ soon for New York (tekstdichter: Ira Gershwin)
- *Oh, Bess, oh where’s my Bess (tekstdichter: Ira Gershwin)
- I’m on my way

## Hoofdrollen

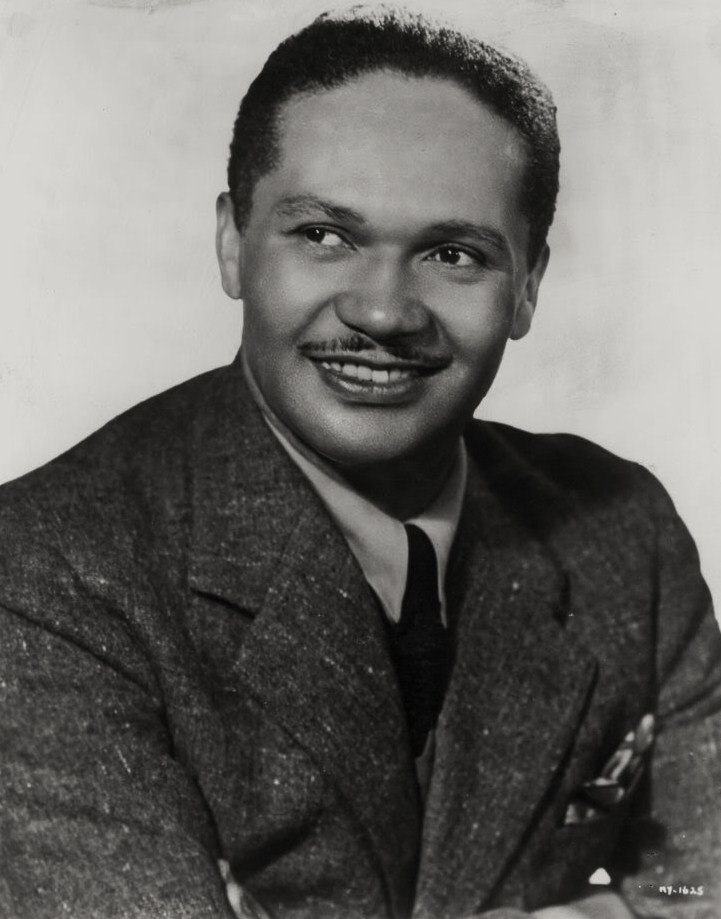
Todd Duncan, de eerste Porgy in 1935 (foto uit 1947)

| Belangrijkste rollen             | Stemtype       |
| -------------------------------- | -------------- |
| Porgy, een lamme bedelaar        | (bas)-bariton  |
| Bess, Crowns vriendinnetje       | sopraan        |
| Crown, havenarbeider             | bariton        |
| Sportin' Life, een dealer        | tenor          |
| Robbins, inwoner van Catfish Row | tenor          |
| Serena, Robbins' vrouw           | sopraan        |
| Jake, een visser                 | bariton        |
| Clara, Jakes vrouw               | sopraan        |
| Maria, winkelierster             | contra-alt     |
| Mingo                            | tenor          |
| Peter, imker                     | tenor          |
| Lily, Peters vrouw               | sopraan        |
| Frazier, zwarte “advocaat”       | bariton        |
| Annie                            | mezzosopraan   |
| Aardbeienverkoopster             | mezzosopraan   |
| Jim, katoenarbeider in de haven  | bariton        |
| Begrafenisondernemer             | bariton        |
| Nelson                           | tenor          |
| Visboer (specialisatie: krab)    | tenor          |
| Scipio, klein jochie             | jongenssopraan |
| Mr. Archdale, een witte advocaat | gesproken      |
| Detective                        | gesproken      |
| Politieman                       | gesproken      |
| Lijkschouwer                     | gesproken      |

### Personages
Verschillende critici hebben de personages uit de opera als racistische stereotypen betiteld. Volgens biograaf Howard Pollack moeten de personages in de opera echter eerder gezien worden als humoristische karikaturen zoals ze vaak in volksverhalen voorkomen dan als racistische stereotypen.
De opera zit vol met satire en melodrama dat een zekere dubbelzinnigheid aan het werk geeft. Een dubbelzinnigheid die de onzekerheid van het publiek enigszins kan verklaren.
Gershwins muziek geeft, volgens Pollack, aan de personages een zekere diepte, gelaagdheid. Meer dan er in de roman of het toneelstuk zit. Zeker ook in de wat minder belangrijke rollen als Mingo, Robbins, Peter en de straatventers. Ook al lijkt I got plenty o’ nuttin een typisch vlot Amerikaans countryliedje door de banjo, het is meer dan dat. Het is niet alleen een reactie op het ironische lied van Jake waarin hij zingt dat hij geld probeert te verdienen voor de opleiding van zijn kind, maar het moet in een bredere context worden geplaatst. Een context van kwetsbaarheid van Porgy die ook tot uiting wordt gebracht in zijn andere liederen, They pass by singin’, Buzzard song en Oh, Bess, oh where’s my Bess?. Gershwin zei tegen Todd Duncan, de eerste Porgy, I got plenty o’ nuttin is een spottend lied en zo moet je het zingen; je moet het de hele tijd zingen met een grijns op je gezicht. Want je maakt ons namelijk belachelijk. Je steekt de mensen de gek aan die alleen maar geld willen verdienen en voor wie status en macht heel belangrijk is”.
Ondanks alle tekortkomingen van de hoofdrolspelers: Porgy, gewelddadig en bijgelovig; Bess, wispelturig en losbandig; Serena, zelfingenomen; Maria, onbuigzaam; Peter, besluiteloos; Frazier, achterbaks; Jake, in zijn drang om geld te verdienen voor zijn gezin, maakt een grote fout; Clara, uit pure liefde voor hem, maakt er ook een, zijn alle personages in wezen goed en dwingen ze op een bepaalde manier respect af. Op het eind wordt zelfs Porgy in zekere zin een ware held. Zelfs Sportin’ Life en Crown hebben iets positiefs: Sportin’ Life omdat hij de meeste humor heeft van allemaal en Crown omdat hij toch als enige achter Clara aan rent om haar te redden voor de storm. De opera laat zich alleen minachtend uit over de (witte) politie, maar ook die bekrompenheid wordt op een spottende manier gebracht.
De hoofdrolspelers blijven ondanks dat ze het slachtoffer zijn van drankmisbruik, geweld, kwakzalverij en bijgeloof en ondanks het racisme en de onrechtvaardigheid, hoop houden door hun vergevingsgezindheid en hun geloof.
Ook al gaan de meeste hoofdrolspelers dood of weg (in feite is het vertrek van Porgy ook een soort van sterven, of misschien een hergeboorte zoals in het begin van de opera voorspeld werd in Summertime: “One of these mornins you goin’ to rise up singin’”), het overleven van de gemeenschap als zodanig - en daar hoort het overwinnen van Porgy’s vernedering en eenzaamheid ook bij - is het sterkste punt van de opera. De hele opera is een gebed of een rite, elke akte eindigt met een gemeenschappelijke smeekbede en een staat van vervoering. Zelfs het dobbelen begint met een aanroeping en een poging om in trance te raken.
Het koor neemt in de hele opera een prominente plaats in. Op A red headed woman en There’s a boat dat’s leavin’ soon for New York na wordt het in bijna elke lied gebruikt. Volgens Pollack geven de personages nooit hun persoonlijke gedachten prijs; we krijgen ze alleen te zien en te horen zoals een ander ze ziet en hoort. Behalve dan bij Oh. Bess, oh where’s my Bess?. Dit geeft het publiek het idee dat ze naar een optocht kijken, of een revue of naar een oratorium luisteren, en dat plaatst de opera in de context van de stromingen van het eerste kwart van de 20ste eeuw, inclusief Brechts Episch theater waarin het publiek niet gedwongen wordt zich in de personages in te leven, maar tot actie en denken wordt aangezet.

## Partituur
De ‘vocal score’, de pianotranscriptie met alle zangpartijen, was half januari 1935 gereed. De partituur was voltooid op 2 september 1935. Het werk  is uitgegeven bij de Gershwin Publishing Corporation (Chappell & Co.) New York, 1935. Boven de cast staat alleen de Broadway première vermeld in New York, niet de wereldpremière in Boston. Op de linker pagina naast het notenbeeld van de ouverture (‘Introduction’) staat dat Gershwin de opera opgedragen heeft aan zijn ouders: To My Parents, G.G.

### Invloed en structuur
Volgens Pollack valt het werk in bepaalde opzichten met zijn geraffineerde en indrukwekkende misschien ietwat onstuimige mengelmoes van liederen, recitatieven, koren en instrumentale gedeelten in de lijn van de opera’s van Bizet en Verdi en in de doorgecomponeerde opera’s van Moessorgski, Wagner en Puccini.
Als voorbeeld volgt hieronder stapsgewijs het harmonisch verloop met de daarbijbehorende tempi (cursief) in de scène van Crown en Bess op Kittiwah Island (in de Vocal Score op repetitiepunt 145, p. 303):
- Bess ziet Crown plotseling en schrikt: Moderato in Gis en C.
- Crown beschrijft wanhopig zijn eenzaamheid op het eiland, legt zijn plan uit en maakt Porgy belachelijk: een tempoverandering van Andantino expressivo via Moderato animato en Allegro naar Moderato con moto in de toonsoort As-majeur.
- Bess antwoordt daarop dat ze nu een keurig bestaan heeft: voortgang van het Moderato con moto maar dan in de toonsoort C-majeur.
- Crown bedreigt Bess: Allegro vivace uitkomend op de toonsoort Bes-majeur.
- Bess vraagt Crown om begrip: Sostenuto a piacere in e-mineur.
- Crown begint haar vervolgens uit te schelden: Subito allegro in e-mineur.
- Bess probeert het op een akkoordje te gooien met Crown: What you want wid Bess?, Moderato sempre ritmato in B-majeur.
- Crown verleidt Bess uiteindelijk: verandering van tempo naar Allegro gevolgd door een Moderato robusto in G-majeur en een verandering van tempo naar Animato,
- en wint ten slotte van haar: Maestoso ben ritmato in B-majeur gevolgd door een tempoverandering van Vivace via Allegro naar een afsluitend Con moto ben ritmato in D-majeur op repetitiepunt 170, pagina 322.

Een constructie die doet denken aan Puccini maar er geen kopie van is. Gershwin is hierdoor een kind van zijn tijd: er zit in Porgy and Bess invloed van Debussy, Puccini, Stravinsky, Kern, Berg en anderen. Gershwin zelf zei erover: “Als er 25 procent van mezelf in zit, is dat genoeg". Volgens Pollack is de opera nergens een kopie van, zelfs niet van Gershwins eigen Broadway musicals. De muziek lijkt een wereld verwijderd van de foxtrots, walsen en ballades in Gershwins musicals.
Daarnaast onderscheidt zich de opera door de invloed van populaire muziek van zwarte artiesten als W. C. Handy en Cab Calloway en zwarte volksmuziek als blues en spiritual, die overal in de opera opduiken, in aria's, arioso's en recitatieven. Zo is er een kleine overeenkomst tussen I ain’t got no shame en de spiritual Det’ ain’t yuh got no shame uit de The Carolina Low-Country, een uitgave van 1931 waar ook een essay van Heyward in stond. In een artikel in de New York Times in 1935 sprak Gershwin zelf over een “folk opera”, over zijn “pogingen om de recitatieven zo dicht mogelijk bij de zwarte mens te brengen” en “om zijn eigen spirituals en volksliederen te schrijven” in geen geval bestaande volksmuziek “omdat ik wil dat het stuk een geheel wordt”.
De Amerikaanse luisteraar, destijds goed op de hoogte met spirituals, was onder de indruk van Gershwins verrichtingen op dit vlak. Volgens Pollack blijft het een van de meest indrukwekkende onderdelen van de opera zoals blijkt uit een vergelijking van Sometimes I feel like a motherless child en St. Louis Blues met Summertime; Go down Moses met Oh, de Lawd shake de Heavens; Oh, dere’s somebody knockin’ at de do’ met het gelijknamige koorwerk uit de opera; Lonesome grabe yahd met Clara, Clara; en Ah’m on mah way met Oh Lawd, I’m on my way.
Ook de wiegende bewegingen bij Gone, gone, gone, de typische kreten van de straatventers, het polyfone bidden in Oh, hev’nly Father en gebruik van attributen als een kam, wasbord, botten en dergelijke zoals in de Pagan Dance, zijn typische uitingen van de Gullahcultuur zoals Gershwin dat zelf ervaren heeft in Charleston.
Geheel in de traditie van de opera van de 19e eeuw maakt Gershwin ook veelvuldig gebruik van leidmotieven in de Porgy and Bess. Zo heeft bijvoorbeeld Porgy een eigen bluesthema, Crown een agressief, syncopisch thema, de cocaïne (‘happy dust) er een, thema’s die het leven uitbeelden in Catfish Row, er is een thema voor Robbins en een thema dat de aanstaande onheil aankondigt. Veel van het materiaal is afgeleid van de thema’s die door Jasbo Brown in zijn blues in het begin van de opera al worden gespeeld (Jasbo Brown Blues). Ook worden de openingsmaten van Summertime, Here comes de honey man, My man’s gone now, Bess, you is my woman en It ain’t necessarily so gebruikt als leidmotief om Clara’s baby aan te kondigen, of Peter, Serena, Bess of Sportin’ Life. Het is best mogelijk dat Gershwin de leidmotieven verder uitgewerkt heeft tot liederen. In ieder geval is het zo dat de leidmotieven terug keren in alle onderdelen zoals liederen, arioso’s, recitatieven en instrumentale gedeelten van de opera.
Sommige gedeelten zijn te lang om als leidmotief te worden genoemd maar drukken wel een stempel op de gehele opera en komen af en toe weer terug in de opera zoals de ouverture (Introduction) met zijn pentatonische melodie en bruisende ritmische structuren. Gershwin laat ook bepaalde songs terug keren, Summertime zelfs een paar keer, met als doel het dramatische effect te verhogen. Als Bess Summertime zingt nadat Clara haar de baby gegeven heeft en naar buiten rent om haar man Jake te redden die met boot en al vergaat in de storm, heeft dat een heel ander effect dan in het begin van de opera als Clara het aan de waterkant zingt. Gershwin heeft al het basis materiaal op zijn eigen kenmerkende manier en verbeeldingskracht behandeld.
Volgens Pollack is het door de bijna symfonische, strakheid van het werk met name door de geraffineerde uitwerking van het thematisch materiaal niet mogelijk het werk te rangschikken als een eenvoudige musical met gezongen dialoog. De driedelige opzet van de opera – korte expositie (eerste akte), reprise (derde akte) en een lange doorwerking (tweede akte) – is kenmerkend voor Gershwins manier van werken; het is dezelfde opbouw als in zijn instrumentale werken. In archief materiaal is ook te zien dat Gershwin de hele opera van tevoren opgezet heeft; in de getypte versie van het libretto heeft hij aantekeningen gemaakt van wat en wie, waar komt.
Het gebruik van populaire dialecten en karakteristieke woorden en uitdrukkingen en zijn verwantschap met improvisatie en verschillende vocale stijlen kenmerkt de opera, zoals Gershwin het zelf zegt, "als een folk opera .Volgens de meeste biografen toont Porgy and Bess Gershwins kunde om diep menselijke gevoelens, zwakheden en veerkracht, het onheil en de waardigheid van een onderdrukte hechte groep om te zetten in muziek.

### Instrumentatie
De instrumentatie van de opera is over het algemeen vrij traditioneel: twee fluiten (met piccolo), twee hobo’s (met Engelse Hoorn), drie klarinetten (inclusief twee op alt sax), basklarinet (speelt ook tenorsax), fagot, drie hoorns, drie trompetten, twee trombones, tuba, slagwerk, banjo, piano en strijkers (en op toneel een piano en een brassband). Bovendien varieert Gershwin in de loop van de opera regelmatig de orkestklank door middel van schilderachtige versieringen zoals in I got plenty o’ nuttin met een prominente partij voor de banjo, het over romantische Bess, you is my woman, de Pagan Dance met een hoofdrol voor de trommels en tomtoms, de blues A red headed woman en Oh, I can’t sit down met een straatorkest (een brassband).
De orkestratie vertoont over het algemeen ook een zuinigheid die nog niet eerder was toegepast door Gershwin. Volgens Vernon Duke komt dit door de invloed van zijn leraar Joseph Schillinger. Sommige passages zijn nog wat dik aangezet maar op veel andere plekken zoals de klaagzang in de opening van de derde akte, is de orkestratie elegant, licht en kleurrijk. Ook de arioso van Bess It’s like dis crown is een typisch voorbeeld van een elegante, kleurrijke instrumentatie: de zang wordt begeleid door drie klarinetten en een basklarinet en de strijkers spelen accenten. Niet alleen de instrumentatie zorgt voor de kleurrijke effecten ook het gebruik van de pentatonische toonladder, de hele-toonstoonladder, de chromatische, de mineur en de blue notes dragen daaraan bij.
Op dezelfde manier gebruikt Gershwin verschillende compositietechnieken zoals fuga, passacaglia en canon maar ook complexe polyritmische structuren zoals in de Pagan Dance en gedeelten zonder maatsoort in Oh, Hev’nly Father.
In de opera wordt ook op bepaalde plekken op een hypnotische manier gebruikgemaakt van het herhalen van fragmenten of thema’s zoals in het gedeelte waarin het koor in de eerste scène van de eerste akte zich bij de pianopartij van Jasbo Brown voegt. Steeds maar weer blijft die melodie zich herhalen tot het uitloopt in Summertime.

### Porgy and Bessin de 21e eeuw

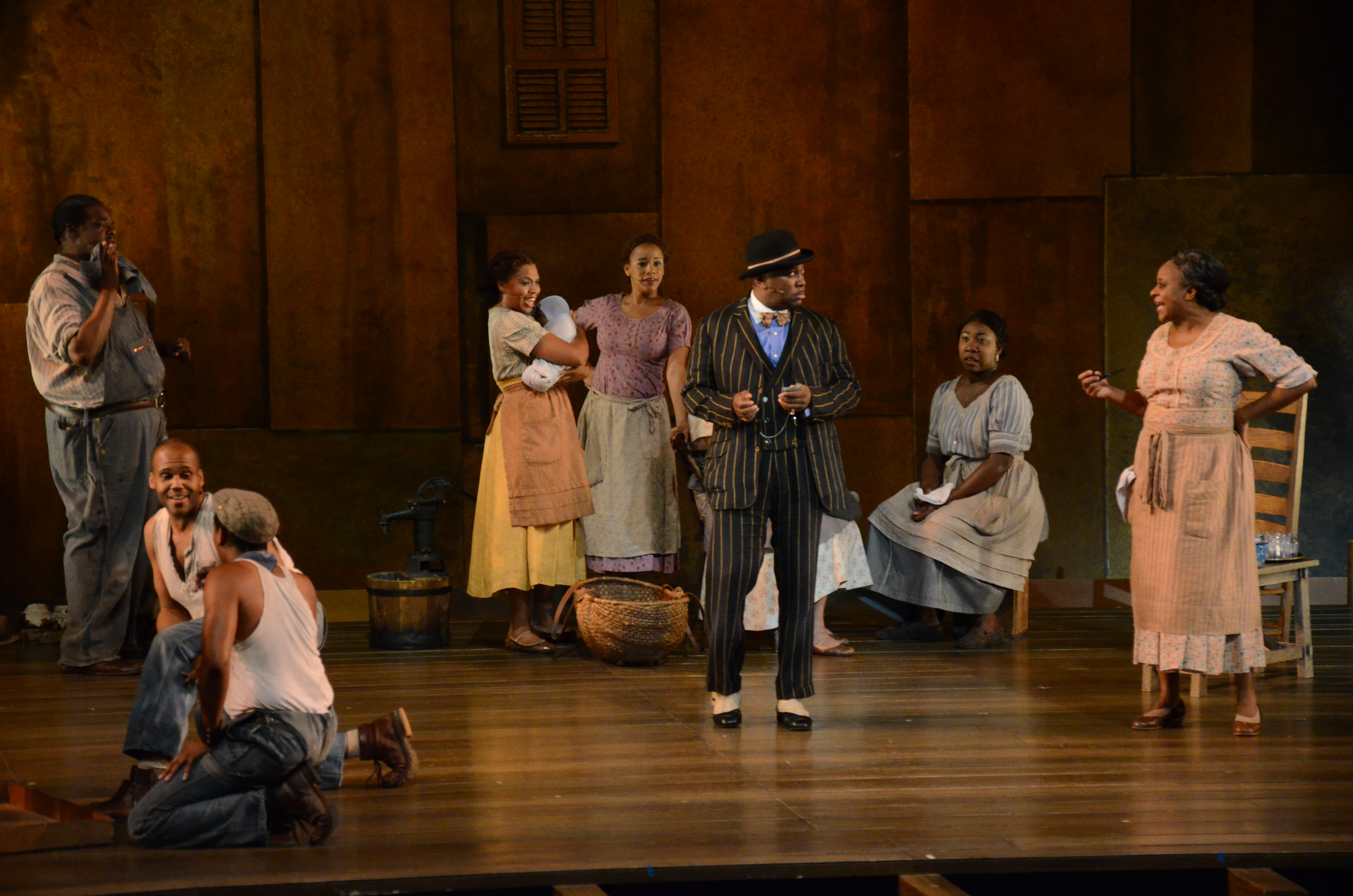
Porgy and Bess in The Muny, St. Louis, 2014. (Maria zet Sportin' Life voor schut in I hate yo’ struttin’ style)

Ondanks het feit dat de Porgy and Bess een van de belangrijkste werken is die het Amerikaanse theater heeft voortgebracht, wordt het uitvoeren van de opera door eisen die Gershwin in zijn nalatenschap heeft gestipuleerd bemoeilijkt. Die eisen hebben betrekking op de cast, plaats van handeling en op het type theaterwerk. Zo verboden de erven Gershwin, bij monde van Ira Gershwin, in 1972 vertoning en verspreiding van de MGM filmversie van Porgy and Bess uit 1959, een film die in 2011 door het Library of Congress als ‘cultureel erfgoed’ is verklaard. Volgens de erven hebben de makers met deze verfilming de Porgy and Bess gedegradeerd tot een Hollywood-musical en dat is “in strijd met de presentatie van het werk”, volgens de officiële omschrijving van de erven. Verder is het alleen mogelijk voor een uitsluitend zwarte cast, bij voorkeur Afro-Amerikanen, om de opera uit te voeren en is plaats, handeling en tijd gebonden aan het Catfish Row, South Carolina van de jaren 20 van de twintigste eeuw. De erven Gershwin houdt hier strikt toezicht op. Dit gegeven maakt het erg lastig voor toekomstige regisseurs om hun persoonlijke visie op de opera Porgy and Bess te kunnen geven.

## Films, cd-release en uitvoeringen in Nederland
In 1958 verscheen een album dat Miles Davis en Gil Evans in 1958 op basis van de opera maakten.

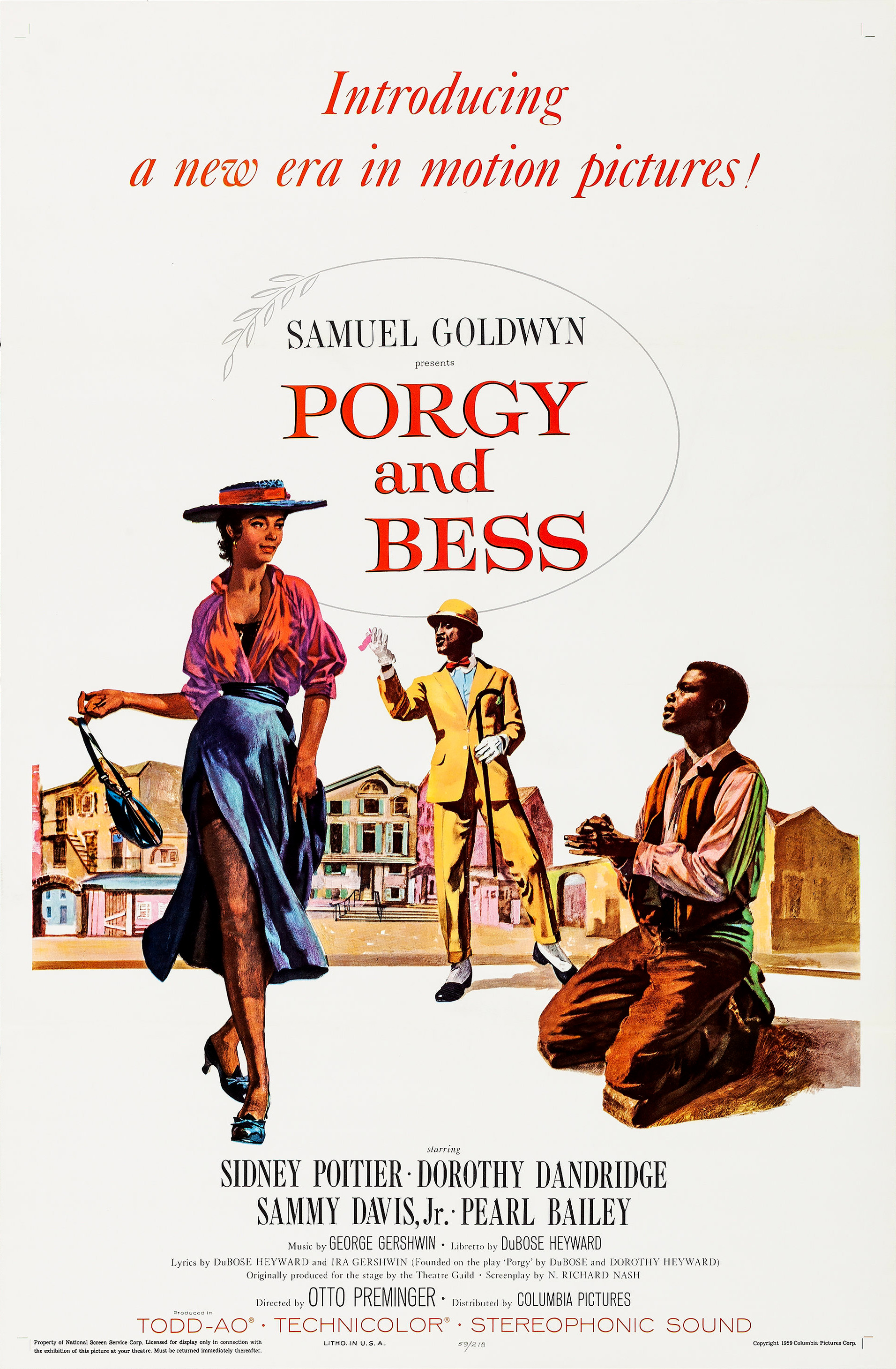
Filmposter van Porgy and Bess uit 1959

In 1959 werd onder regie van Otto Preminger een filmversie gemaakt (Porgy and Bess), met in de hoofdrollen Sidney Poitier en Sammy Davis jr. Die versie neigt meer naar een musical – wat de muzikale uitvoering betreft – dan naar een opera. In 1972 stelden de erfgenamen van Gershwin, Ira en zijn vrouw Leonore, vast dat de film niet voldeed aan de voorschriften van de componist. Ze verboden iedere verdere vertoning. Daardoor is de film vrijwel nergens meer verkrijgbaar. Er bestaan echter wel bootlegs.
De eerste integrale opname van de Porgy and Bess – met de Buzzard Song, Ouverture en de Jasbo Brown Blues – op lp (en later op cd) was een uitgave van Decca uit 1976 met het Cleveland Orchestra and Chorus o.l.v. Lorin Maazel met in de hoofdrollen Willard White als Porgy en Leona Mitchell als Bess.
Een heel interessante cd-release is die van Nicolaus Harnoncourt, de pionier van de “authentieke uitvoeringspraktijk” van oude muziek, met het Chamber Orchestra of Europe en het Arnold Schoenberg Chor en Jonathan Lemalu als Porgy en Isabelle Kabatu als Bess. Uitgebracht door Sony Music in 2009.
De meest recente opname van de Porgy and Bess, waarin recht wordt gedaan aan het karakter als opera, is een uitvoering op het Glyndebourne Opera Festival onder leiding van Simon Rattle. Deze opname is zowel op cd als op dvd verschenen.
De erven Gershwin blijven er tot op de dag van vandaag streng op toezien dat de rechten voor de uitvoering van de Porgy and Bess alleen verleend worden aan producties die aan alle eisen voldoen qua kwaliteit van cast, orkest, decors en kostuums. Deze voorwaarden zijn er de reden van dat men de Porgy and Bess tegenwoordig niet vaak op de planken ziet. De kosten van deze productie zijn mede door het grote aantal medewerkers – ruim 130 – zeer hoog. Bovendien zijn voor de zware hoofdrollen zangers vereist die in de internationale operawereld reeds hun sporen hebben verdiend.
In 1983, 1994, 2008 en 2015 werd de Porgy and Bess integraal uitgevoerd in Nederland in Theater Carré te Amsterdam door het gezelschap van de New York Metropolitan Opera en in 2019 door de Nationale Opera.

## OrkestsuitesPorgy and Bess
Er zijn sinds de Porgy and Bess in première is gegaan in 1935 vier orkestsuites geschreven die gebaseerd zijn op thema’s, aria’s en intermezzo’s uit de opera.
De eerste suite is geschreven door Gershwin zelf tussen 1935 en 1936. De oorspronkelijke titel was Suite from Porgy and Bess, maar Ira Gershwin veranderde deze in Catfish Row in 1958. De suite duurt 25 minuten en bestaat uit de volgende delen:
- Catfish Row (met daarin verwerkt: Overture, Jasbo Brown Blues, Summertime en het thema van de Craps-game-muziek)
- Porgy sings (met daarin verwerkt: I got plenty o' nuttin'  en Bess, you is my woman)
- Fugue (met daarin verwerkt het instrumentale gedeelte dat het gevecht uitbeeldt van de eerste scene, derde akte)
- Hurricane (met daarin verwerkt de rustige instrumentale opening en storm scene van de derde scene, tweede akte)
- Good morning, brother (met daarin verwerkt de pantomime van de derde scene, derde akte, Good morning, sistuh! en Oh Lawd, I'm on my way)

De tweede suite, de bekendste en meest gespeelde, is Porgy & Bess: A Symphonic Picture uit 1942 van Robert Russell Bennett. Russell Bennett heeft als enige de volgorde niet chronologisch geschreven. Hij gaat kris kras door de opera en maakt er een soort van symfonisch gedicht van met veel eigen verbindingen. Er bestaan behoorlijk wat cd-opnames van dit werk. De suite duurt 24 minuten en bevat de volgende delen:
- Introductie (fragmenten van Strawberry woman, Act III-scène I en Ouverture)
- Summertime
- I got plenty o’ nuttin’
- Storm music
- Bess, you is my woman
- Oh, I can’t sit down
- There’s a boat dat’s leavin’ soon for New York
- It ain’t necessarily so
- Oh Lawd, I’m on my way

De derde suite is Porgy and Bess Suite uit 1955 van componist orkestleider Morton Gould. Hij schreef deze suite voor zijn eigen orkest. Er bestaat een opname van deze suite onder leiding van Gould zelf. Net als Catfish Row van Gershwin is deze suite chronologisch aan de opera. De suite duurt 29 minuten, wordt nooit meer uitgevoerd en bevat de volgende delen:
- Ouverture
- Summertime
- A woman is a sometime thing
- My man’s gone now
- I got plenty o’ nuttin
- Bess, you is my woman
- Oh, I can’t sit down
- It ain’t necessarily so
- Strawberry woman/Crab man
- Hurricane/Storm music
- Clara! Clara!
- Fugue (Killing of Crown)
- There’s a boat dat’s leavin' soon for New York
- Good morning, sistuh!
- Oh, Bess, Oh, where’s my Bess!
- Oh Lawd, I’m on my way

De vierde suite is Porgy & Bess – A Symphonic Suite uit 1966 van Robert Farnon. Ook deze suite volgt chronologisch de opera van Gershwin. Net als Morton Gould had ook Farnon zijn eigen orkest waar hij deze suite voor geïnstrumenteerd heeft. Ook van dit stuk bestaat maar een cd opname uit 1966. De suite duurt 34 minuten, wordt nooit meer uitgevoerd en bevat de volgende delen:
- Ouverture
- Summertime
- Intermission (A woman is a sometime thing, Here, come de honey man, Porgy enters)
- My man’s gone now
- I got plenty o’ nuttin’
- Bess, you is my woman now
- It ain’t necesarrily so
- Strawberry woman/Crab man
- I loves you porgy
- There’s a boat dat’s leavin’ soon for New York
- Oh, Bess, oh, where’s my Bess!
- Oh Lawd, I’m on my way

## Porgy and Besssuites voor piano
- De componist Percy Grainger (1882-1961), een groot bewonderaar van de muziek van Gershwin, schreef een suite voor twee piano’s met als titel Fantasy on Gershwin’s “Porgy and Bess”. Van dit stuk zijn verschillende opnames verschenen.
- Pianist Earl Wild schreef een suite voor solo piano met als titel Fantasy on Gershwin’s Porgy and Bess.[77]

## Populaire uitvoeringen van dePorgy and Bess
- Miles Davis
- Cleo Laine en Ray Charles
- Ella Fitzgerald en Louis Armstrong
- Paolo Fresu
- Modern Jazz Quartet
- Oscar Peterson en Joe Pass
- The Jim Cullum Jazz Band en William Warfield
- Joe Henderson
- Bill Potts (The Jazz Soul of Porgy and Bess)
- Zoot Sims
- Nueva Manteca
- Clark Terry
- Fazil Say en New York Philharmonic
- Mundell Lowe
- Stewy von Wattenwyl en Nicole Herzog
- Diknu Schneeberger Trio
- David Arner Trio
- Percy Faith
- Bob Haggart
- Fini Bearman
- Manhattan School of Music Jazz Orchestra
- Nicolas Dautricourt, Pascal Schumacher en Knut Erik Sundquist
- Audra McDonald, Norm Lewis: The Broadway Musical
- Ralph Burns
- Eddy Louis en Michel Graillier
- David Linx
- Dinah Carroll & André Previn Trio
- Harry Belafonte en Lena Horne
- Katia Labèque & Marielle Labèque
- Edmund Hockridge
- Frankfurt Radio Bigband & Tony Lakatos
- Hank Jones
- Pearl Bailey Sings Porgy and Bess
- 101 Strings
- New York Revue Orchestra
- Andy Williams (De La Pelicula Porgy and Bess)
- Sammy Davis jr. en Carmen McRae
- Nagoya Academic Winds
- David Nettle & Richard Markham, piano duo
- Daniel Kobialka
- David Arner Trio
- Lorenzo Fuller
- Porgy and Bess Karaoke
- Al Goodman and Orchestra
- Toshiko Akiyoshi plays Porgy and Bess
- Mark Masters Ensemble
- Jazz Night Club: Porgy and Bess Street Jazz Festival
- Altus Trio
- Yulia Berinskaya en Hanna Shybayeva
- Jim Timmens
- Blaz Pucihar en Miro Bozic
- Mel Tormé en Frances Faye
- Brussels Jazz Orchestra
- Bill McGuffie Quartet
- Miklin-Känzig-Hart
- Vein
- Buddy Collette and The Poll Winners
- Stewart- Williams & Co
- The Hollywood Studio Orchestra
- Frank Chacksfield and his Orchestra
- Phil Woods
- Médéric Collignon
- Jazz Class Orchestra meets Phil Woods
- Earl Wild en Paul Whiteman

## Trivia
- Een jazzcafé in Terneuzen is naar deze opera genoemd.
- Frank Groothof heeft een bewerking voor kinderen gemaakt van deze opera, waarin Sjonnie en Bep de hoofdrollen spelen.
- De Nederlandse tweeling Porgy (acteur/regisseur) en Bess (harpiste/zangeres) Franssen is naar deze opera vernoemd.